# 미녀 삼총사 (영화)
《미녀 삼총사》(영어: Charlie's Angels)는 2000년 미국의 액션 코미디 영화로, 1970년대 동명의 TV 드라마 시리즈의 영화판이다. 원작의 리부트나 리메이크가 아닌 속편이다. 맥지 감독이 연출했으며 그의 감독 데뷔작이다. 주인공인 천사 삼총사 역에는 캐머런 디애즈, 드루 배리모어, 루시 류가 각각 내털리, 딜런, 알렉스 역을 맡았고, 빌 머리와 존 포사이드가 조력자 존과 찰리 역을 맡았다.
2003년 속편 《미녀 삼총사: 맥시멈 스피드》가 개봉하였다.

## 줄거리
내털리 쿡, 딜런 샌더스, 앨릭스 먼데이 삼총사는 보이지 않는 백만장자 찰리 타운젠드를 위해 함께 일하는 탐정인 "천사들"이다. 찰리는 사무실에 스피커를 사용하여 천사들과 소통하고, 그의 조수 보즐리는 필요할 때 그들과 직접 일한다.
찰리는 천사들에게 혁신적인 음성 인식 시스템을 개발하고 자신의 회사 녹스 엔터프라이즈를 운영하는 소프트웨어 천재 에릭 녹스를 찾아달라고 의뢰한다. 그는 통신 위성 회사 레드스타를 운영하는 로저 코윈에게 납치된 것으로 추정된다.
천사들은 코윈이 주최하는 파티에 잠입하여 녹스의 납치 감시 영상에서 이전에 보았던 의심스러운 남자를 발견한다. 그를 "마른 남자"라고 부르며 천사들은 그를 쫓아 싸우지만 그는 도망친다. 하지만 천사들은 근처에 안전하게 묶여 있는 녹스를 발견한다.
천사들이 녹스를 그의 사업 파트너 비비안 우드와 재회시킨 후, 찰리는 그들이 마른 남자가 녹스의 음성 인식 소프트웨어를 훔쳤는지 여부를 판단해야 한다고 설명한다. 천사들은 레드스타 본부에 잠입하여 보안 시스템을 속이고 중앙 컴퓨터에 원격으로 탐색할 수 있는 장치를 설치한다. 그들은 레드스타 컴퓨터와 통신하는 노트북 컴퓨터를 보즐리에게 주고 밤을 보낸다.
딜런은 녹스의 제안을 받아들여 그와 밤을 보내고 결국 잠자리를 같이 한다. 그 후, 그는 그녀를 배신한다. 동시에 내털리와 앨릭스는 공격을 받고, 보즐리는 비비안에게 붙잡히고, 코윈은 마른 남자에게 살해당한다. 녹스는 딜런에게 자신의 납치는 천사들이 레드스타 위성 네트워크에 접근하도록 돕기 위해 조작된 것이라고 말한다. 그는 음성 인식 소프트웨어와 함께 이를 사용하여 찰리를 찾아 죽일 계획인데, 녹스는 찰리가 베트남 전쟁에서 자신의 아버지를 죽였다고 주장한다.
딜런은 탈출하여 자신들의 공격에서 살아남은 내털리와 앨릭스와 재회한다. 그들은 건물이 폭발하는 순간 찰리의 사무실에 접근한다. 그들은 보즐리가 치아에 이식된 무선 송신기를 통해 통신할 수 있는 무전기를 찾는다. 그는 자신이 갇힌 위치에 대한 충분한 정보를 제공하여 내털리가 그의 위치, 즉 버려진 등대를 추론할 수 있게 한다. 딜런의 친구 채드의 도움으로 천사들은 보트를 타고 은밀하게 접근한다. 녹스를 발견하자 딜런은 그의 부하들에게 붙잡혀 묶이고 입이 막힌다.
천사들은 녹스가 찰리의 위치를 알아내는 것을 막기에는 너무 늦었지만, 딜런이 자신을 붙잡은 자들과 싸우는 동안 보즐리를 구출한다. 그들은 함께 비비안, 마른 남자, 그리고 다른 여러 부하들을 물리치지만, 녹스는 등대를 폭파하고 찰리의 집을 향해 공격 헬리콥터를 타고 날아간다. 보즐리는 천사들이 헬리콥터에 탑승하도록 돕고, 앨릭스는 미사일을 재프로그래밍하여 뒤로 발사되게 한다. 헬리콥터가 폭발하고 녹스가 죽는 동안 천사들은 안전하게 착륙한다.
마침내 찰리를 직접 만날 기회를 본 천사들은 녹스가 목표로 삼았던 근처 해변 집으로 들어가지만, 그는 이미 떠나고 없었다. 그는 다른 스피커를 통해 원격으로 잘 해냈다고 축하하며, 그들과 보즐리에게 휴가를 선물한다. 찰리는 또한 녹스의 아버지가 위장 이중 간첩이었다고 말한다. 그는 적에게 발각되어 살해당했지만, 찰리가 죽인 것은 아니었다.
해변에서 찰리가 천사들과 전화 통화를 할 때, 그들은 그를 직접 만날 수 있는지 묻는다. 딜런은 근처에서 휴대전화로 통화하는 그를 본 것 같다고 의심하지만, 일행에게는 말하지 않고 대신 찰리에게 건배를 제안한다. 보즐리는 장난스럽게 자신의 음료로 천사들을 적시고, 그들은 보즐리를 쫓아 바다로 향한다. 멀리서 실루엣으로 보이는 찰리가 그들을 지켜보다가 걸어간다.

## 출연진
- 캐머런 디애즈 - 나탈리 쿡
- 드루 배리모어 - 딜런 샌더스
- 루시 류 - 알렉스 먼데이
- 빌 머리 - 존 보즐리
- 존 포사이드 - 찰리 타운젠드
- 샘 록웰 - 에릭 녹스 / 존 매캐든
- 켈리 린치 - 비비언 우드
- 크리스핀 글러버 - 멸치
- 팀 커리 - 로저 코윈
- 맷 르블랑 - 제이슨 기번스
- 루크 윌슨 - 피터 코민스키
- 톰 그린 - 채드
- LL 쿨 J - 미스터 존스
- 앨릭스 트리벡 - 본인
- 캐런 맥두걸 - 로저 코윈의 여자친구
- 멀리사 매카시 - 도리스

## 한국판 성우진(SBS) (2003년 9월 14일)
- 정미숙 - 나탈리(카메론 디아즈)
- 이선 - 딜런(드류 베리모어)
- 김서영 - 알렉스(루시 리우)
- 장광 - 보슬리(빌 머레이)
- 이규화 - 에릭 녹스(샘 록웰)
- 이완호 - 찰리(존 포사이드)
- 최성우 - 비비안(켈리 린치)
- 이봉준 - 로저(팀 커리)
- 최원형 - 제이슨(맷 르블랑)
- 정승욱 - 피터(루크 윌슨)
- 홍승표 - 폭탄 테러범(숀 월렌)
- 변영희 - 채드(톰 그린)
- 은영선 - 도레스(멀리사 매카시)